# 康斯坦丁尼夫卡 (蘇梅區)
51°10′17″N 34°45′52″E / 51.17139°N 34.76444°E
康斯坦丁尼夫卡（烏克蘭語：Костянтинівка）是位於烏克蘭東北部的村莊，由蘇梅州蘇梅區的霍廷市鎮負責管轄。該村距離金德拉蒂夫卡和新康斯坦丁尼夫卡2.5公里，2001年人口243。

## 外部連結
- Историческая информация о деревне Константиновка （页面存档备份，存于） （俄文）